# متلازمة انعدام الأصابع وخلل التنسج الأديمي
متلازمة انعدام الأصابع وخلل التنسج الأديمي الظاهر والفلح، تُسمى أيضًا باسم متلازمة إي إي سي (EEC)، أو متلازمة انقسام اليد/انقسام القدم وخلل التنسج الأديمي الظاهر والفلح، هي شكل نادر من خلل التنسج الأديمي الظاهر، وهو اضطراب يورث كخلة جسمية سائدة. تتميز هذه المتلازمة بثالوث يتمثل بانعدام الأصابع وخلل تنسج أديمي الظاهر وفلح وجهي. تشمل التظاهرات الأخرى الملحوظة مع هذه المتلازمة جزر مثاني حالبي، عدوى الجهاز البولي المتكررة، انسداد القناة الأنفية الدمعية، نقص تصبغ الشعر والجلد، فقدان الأسنان أو خلل في تكونها، نقص تنسج المينا، غياب النقاط الدمعية في الجفون السفلية، رهاب الضوء، ضعف إدراك عرضي واضطرابات كلوية، وصمم توصيلي.

## التظاهرات

### انعدام الأصابع
يتمثل انعدام الأصابع بنقص أو غياب واحد أو أكثر من الأصابع المركزية في اليد أو القدم ويُعرف أيضًا باسم تشوه انقسام اليد/انقسام القدم (إس إتش إف إم) غالبًا ما توصف أيدي وأقدام الأشخاص الذين يعانون من ظاهرة انعدام الأصابع بأنها «تشبه المخلب» وقد تتضمن فقط الإبهام وإصبعًا واحدًا (عادةً إما الإصبع الصغير أو إصبع البنصر أو الاثنين ملتصقين) مع تشوهات مماثلة في القدمين.
يصف خلل التنسج الأديمي الظاهر تشوهات البنى المشتقة من الأديم الظاهر الجنيني. تؤثر هذه التشوهات على كل من طبقة الأديم الظاهر السطحية، بالإضافة إلى طبقة الأديم الظاهر المتوسط المكونة من العرف العصبي.

### خلل التنسج الأديمي الظاهر
يتميز خلل التنسج الأديمي الظاهر بغياب الغدد العرقية ما يؤدي إلى جفاف الجلد (جلد ناقص التعرق) ومظهره الحرشفي، وتناثر وخشونة شعر الفروة الذي غالبًا ما يكون أشقر اللون، وتناثر شعر الحاجبين والرموش، وصغر حجم الأظافر وهشاشتها. بالإضافة إلى ذلك، غالبًا ما تحدث تشوهات في مشتقات الأديم الظاهر ومشتقات الأديم الظاهر العصبية ومشتقات الأديم الظاهر المتوسط. قد تؤثر تشوهات مشتقات الأديم الظاهر على البشرة بما في ذلك الغدد الثديية والغدة النخامية والغدد العرقية، بالإضافة إلى الشعر ومينا الأسنان والأظافر والعدستين والأذن الداخلية. تشمل المشتقات الجلدية العصبية التي يمكن أن تتأثر اللويحات الحسية، والخلايا الصبغية الجلدية، وبصيلات الشعر. قد تشمل مشتقات الأديم الظاهر المتوسط المصابة الأدمة، النسيج تحت الجلد، العاج، عضلات الرأس وخلايا الملتحمة، الخلايا البطانية الوعائية العنقية الوجهية، وجزء من الهيكل الوجهي الفكي العلوي.
لا تقتصر أعراض نقص التعرق لخلل التنسج الأديمي الظاهر الموصوفة أعلاه على جلد الأفراد المصابين فحسب، وإنما على النطق وإصدار الصوت. نظرًا لأن الطيات الصوتية قد لا تكون رطبة بشكل كافٍ في مرحلة التقارب أثناء اهتزاز الطيات الصوتية (بسبب نقص التزليق)، قد لا يحدث انسداد كامل ومحكم بين الطيات وقد تتعطل حركة موجات الأغشية المخاطية. ينتج عن ذلك نفوذ هوائي بين الطيات وصدور صوت تنفس، والذي غالبًا ما يصاحب تشوهات الجلد المرافقة لخلل التنسج الأديمي الظاهر.

### فلح الوجه
هناك الكثير من التناقض في المراجع المتعلقة بالطبيعة الدقيقة لفلح (شق) الوجه الحاصل في متلازمة إي إي سي. يدعي بعض العلماء أن الفلح الحاصل في متلازمة إي إي سي هو دائمًا الشفة المشقوقة +/- الحنك المشقوق ويستخدمون هذه العلامة كوسيلة لتمييز إي إي سي عن المتلازمات الأخرى، مثل متلازمة أي إي سي (التصاق الجفنين وخلل التنسج الأديمي الظاهر والفلح) التي تتضمن أنواع أخرى من الشقوق. يقول علماء آخرون أن الحنك المشقوق فقط، بالتزامن مع انعدام الأصابع وخلل التنسج الأديمي الظاهر، كافٍ لتشخيص متلازمة إي إي سي.